# Canto de esperanza
«Canto de esperanza» es una parte del poema de Los comuneros, escrito por el poeta berciano Luis López Álvarez en 1972, basado en la undécima unidad de este. Es tomado como himno de Castilla por parte de los movimientos castellanistas.
Uno de los grupos que más lo popularizó, poniendo música a sus los versos, fue el conjunto musical Nuevo Mester de Juglaría en 1976.
Actualmente, es costumbre de los grupos castellanistas cantar «Canto de esperanza» cada 23 de abril, especialmente en la fiesta celebrada en Villalar, pueblo en el que fueron derrotados y ejecutados los dirigentes comuneros, como reivindicación del castellanismo.
Luis López Álvarez, en una entrevista a REE en 2013, indicó que empezó a gestar el poema Los Comuneros en la década de 1960 en el Congo con lecturas, entre otras, como Historia de los comuneros de León..., de Eloy Díaz-Jiménez.